# Gileia
Ne doit pas être confondu avec Hylaea.
Gileia (parfois transcrit : Hylée, Hilea, Hilei, Gilei. En grec ancien : Ὑλαίης, en russe : Гилея, Hylaea) est le nom d'un groupe de peintres et écrivains russes cubo futuristes des années 1910. Les membres du groupe sont appelés Hyléens.

## Histoire
Ce nom est proposé et russifié par le poète Benedikt Livchits qui l'emprunte à Histoires d'Hérodote qui appelait par ce nom « Giléi » une partie de la Scythie à l'embouchure du Dniepr .
C'est là, dans le gouvernement de Tauride en un lieu appelé Tchernianka, que les frères David et Vladimir Bourliouk passent leur enfance. Les Bourliouk étaient les fils d'un riche intendant qui, à cette époque, s'occupait de la propriété du comte Mordinov près de la mer Noire.
Le meneur du groupe est Velimir Khlebnikov et son organisateur David Bourliouk. À leur initiative, est édité en 1910 le premier recueil des aveniristes intitulé Le Vivier aux juges. On trouvait dans ce groupe notamment Vladimir Maïakovski, Vassili Kamenski, Alexeï Kroutchenykh et Elena Gouro.

## Activités
Parmi les groupes poétiques du début du XXe siècle, « Gileia » était le plus à gauche et celui qui faisait le plus parler de lui au sein des mouvements liés au futurisme. Le groupe avait une maison d'édition « EOUY (ЕУЫ) », et les « gileïtsistes » prenaient part aux nombreux débats de l'"art de gauche". Le groupe publia des articles : « Gifle au goût public », « Vivier aux juges 2 », « Trebnikh troik », « Les Trois », « Dokhlaia louna » (tous en 1913 ), « Lait de jument », « zatytchka », « Parnasse rugissant », « Première revue des futuristes russes » (tous en 1914).
Nikolaï Goumilev écrit à propos des gileitsistes : « Nous assistons à une nouvelle invasion barbare, dont les talents sont puissants et leur absence de dégoûts terrible. Seul l'avenir nous dira : sont-ce des " Germains" ou des "Huns"... dont il ne nous reste plus de traces ».
L'art des artistes de Gileia est proche de celui des participants au Valet de Carreau et à Queue d'Âne. En mars 1913, le groupe « Gileia » se joignit, avec David Bourliouk, aux artistes de l'Union de la jeunesse, mais le nom « Gileia » fut encore utilisé par les futuristes.
Ensemble, avec l'Union de la jeunesse, le groupe Gileia organise un théâtre des « Aveniristes », qui fait représenter la tragédie de Vladimir Maïakovski intitulée du nom de son auteur « Vladimir Maïakovski » et avec son auteur dans le rôle principal (décorateurs Pavel Filonov et Olga Rozanova). Il fait représenter également l'opéra d'Alexeï Kroutchenykh Victoire sur le soleil (décors de Malevitch, musique de Matiouchine).
Le mécène Levki Jeverjeev aida beaucoup le groupe au point de vue financier ; après qu'il cesse d'aider financièrement à l'édition et l'organisation de spectacles, le groupe périclita.
En 1989 une maison d'édition en langue russe qui s'investit dans la littérature a repris ce nom de « Gileia » .